# إدوار إلياس
إدوار (باشا) إلياس أو إدوار بك إلياس (تُوفي عام 1923 ميلاديًا الموافق 1341 هجريًا) هو رحالةٌ شاميُّ الأصل، أرثوذكسي المذهب، أقام في مصر وعمل بها، حيث تقدم في الوظائف حتى أصبح مُفتشًا في وزارة الداخلية. قام برحلاتٍ صنف على أثرها:
- «مشاهد أوروبا وأميركا» صدر عام 1900، حيث طُبع في مطبعة المقتطف بمصر. يوضحُ على غلافه «كتاب مشاهد أوروبا وأميركا: وفيه وصف مدائن أوروبا وأميركا ومشاهدها المشهورة وآثارها ومعالمها وخلاصة تاريخها وخواطر في نظاماتها وعوائد أهلها وأخلاقهم».
- «مشاهد الممالك» صدر عام 1910، حيث طُبع في مطبعة المقتطف بمصر. كما صدرت طبعة حديثة منه عام 2021 عن مؤسسة هنداوي للتعليم والثقافة. يُوضح على غلافه «وفيه وصف أوروبا وولايات أميركا المتحدة وتونس والجزائر والبلقان (أي رومانيا والسرب والبلغار) واليونان وسورية وجبل لبنان». وهذا الكتاب «يحوي ما وضعه في كتابه الاول (مشاهد أوروبا وأمريكا) ومعه رسوم».[4]

يذكرُ كتاب «هجرة الشوام» المنشور عام 2009 إلى أنَّ «إدوار باشا إلياس: من كبار موظفي المالية المصرية، أصله من اللاذقية».